# Erich Kähler
Erich Kähler (Leipzig, 16 de janeiro de 1906 — 31 de maio de 2000) foi um matemático alemão, com destaque na geometria.

## Biografia
Kähler estudou na cidade natal. Em 1928 obteve seu Ph.D. na Universidade de Leipzig. Trabalhou como professor em Königsberg, Leipzig, Berlim e Hamburgo. Mais tarde também interessou-se por filosofia geral.
Como matemático ele é conhecido por um  número de contribuições: o teorema de Cartan-Kähler; a ideia da variedade de Kähler para estruturas complexas e o diferencial de Kähler proporcionam uma teoria puramente algébrica e têm sido adotadas pela geometria algébrica. Em todos eles a teoria da forma diferencial tem importante papel, e Kähler foi um dos seus principais desenvolvedores, junto a Élie Cartan.
A variedade de Kähler, um tipo de variedade complexa, recebeu este nome em sua homenagem, da mesma forma que o K3 (junto a Kummer e Kodaira).
Seus primeiros trabalhos foram em mecânica celeste, e foi um dos precursores da teoria do esquema, embora suas ideias sobre este tema nunca tenham sido plenamente aceitas.